# Tinner Dose, Sprakeler Heide
Tinner Dose, Sprakeler Heide este o arie protejată (arie specială de conservare — SAC, sit de importanță comunitară — SCI, arie de protecție specială avifaunistică — SPA) din Germania întinsă pe o suprafață de 3.955 ha, integral pe uscat.

## Localizare
Centrul sitului Tinner Dose, Sprakeler Heide este situat la coordonatele 52°47′50″N 7°23′01″E / 52.7972°N 7.3836°E.

## Înființare
Situl Tinner Dose, Sprakeler Heide a fost declarat sit de importanță comunitară în mai 2000 pentru a proteja 25 de specii de animale. Alte tipuri de protecție:
- arie de protecție specială avifaunistică (în iunie 2001)[2]
- arie specială de conservare (în martie 2012)[1][3][4]

## Biodiversitate
Situată în ecoregiunea atlantică, aria protejată conține 15 habitate naturale: Vegetație psamofilă uscată cu Calluna și Genista, Vegetație psamofilă uscată cu Calluna și Empetrum nigrum, Vegetație psamofilă uscată cu pășuni deschise de Corynephorus și Agrostis, Lacuri și iazuri distrofice naturale, Pajiști umede nord-atlantice cu Erica tetralix, Pajiști uscate europene, Formațiuni ierboase bogate în specii de Nardus, dezvoltate pe substraturi silicioase în zone montane (și în zone submontane, în Europa continentală), Pajiști cu Molinia pe soluri calcaroase, turboase sau argilos-nămoloase (Molinion caeruleae), Turbării active, Mlaștini oligotrofe degradate, capabile încă de regenerare naturală, Mlaștini turboase de tranziție și turbării mișcătoare, Depresiuni pe substraturi de turbă de Rhynchosporion, Păduri acidofile de stejar bătrân cu Quercus robur pe câmpii nisipoase, Mlaștini împădurite, Păduri aluvionare cu Alnus glutinosa și Fraxinus excelsior (Alno-Padion, Alnion incanae, Salicion albae).
La baza desemnării sitului se află mai multe specii protejate:
- păsări (24): ciocârlie-de-câmp (Alauda arvensis), rață mică (Anas crecca crecca), Anas platyrhynchos platyrhynchos, fâsă-de-câmp (Anthus campestris), caprimulg (Caprimulgus europaeus), erete de stuf (Circus aeruginosus), erete vânăt (Circus cyaneus), erete cenușiu (Circus pygargus), ciocănitoare neagră (Dryocopus martius), șoimul rândunelelor (Falco subbuteo), becațină comună (Gallinago gallinago), sfrâncioc roșiatic (Lanius collurio), sfrâncioc mare (Lanius excubitor excubitor), Limosa limosa limosa, ciocârlie de pădure (Lullula arborea), Luscinia svecica cyanecula, Numenius arquata arquata, pietrar sur (Oenanthe oenanthe), codroșul de pădure (Phoenicurus phoenicurus), lăstun de mal (Riparia riparia), mărăcinar (Saxicola rubetra), mărăcinar negru (Saxicola torquatus), fluierarul cu picioare roșii (Tringa totanus), nagâț (Vanellus vanellus)
- nevertebrate (1): libelule (Leucorrhinia pectoralis)

Pe lângă speciile protejate, pe teritoriul sitului au mai fost identificate 9 specii de plante.